# Северный (Озинский район)
Северный —поселок в Озинском районе Саратовской области. Входит в состав сельского поселения Балашинское муниципальное образование.

## География
Находится на расстоянии примерно 25 километров по прямой на северо-восток от районного центра поселка Озинки.

## Население
Население составляло 239 человек в 2002 году (курды 53%, казахи 32%),  201 в 2010.

## Инфраструктура
Имеется начальная школа.